# Calligonum murex
Calligonum murex är en slideväxtart som beskrevs av Aleksandr Andrejevitj Bunge. Calligonum murex ingår i släktet Calligonum och familjen slideväxter. Inga underarter finns listade i Catalogue of Life.